# Hildegard Westerkamp
Hildegard Westerkamp, née le 8 avril 1946 à Osnabrück, est une compositrice de musique électroacoustique et professeure d'origine allemande, naturalisée canadienne. Elle réside à Vancouver au Canada. Hildegard Westerkamp porte sa curiosité sur les différentes manipulations qui peuvent être apportées aux sons qu'elle exploite. L'artiste étudie la flûte et le piano en Allemagne au Conservatoire de Fribourg.

## Biographie
Hildegard Westerkamp, née le 8 avril 1946 à Osnabrück en Allemagne est une compositrice de musique électroacoustique allemande, artiste radiophonique et écologiste du son. Westerkamp est mariée au poète et dramaturge canadien Norbert Ruebsaat, et donne naissance à sa fille en 1977.  
Emigrée aux Canada en 1968, elle a été étudiante dans la province la plus à l'ouest de ce pays d'Amérique du Nord. Hildegard Westerkamp termine ses études musicales à l’Université de la Colombie-Britannique au début des années soixante-dix. À 22 ans, elle est attirée, au-delà de la musique, par l'acoustique environnementale notamment après deux expériences charnières. Les sons environnementaux et l'écologie acoustique seront au centre de la plupart de ses travaux à partir du milieu des années 1970.
Soutenue par le dynamisme et la politique de Vancouver et inspirée par des compositeurs tels que John Cage et Pauline Oliveros, Hildegard Westerkamp devient enseignante de communication acoustique à l’école de communication de SFU. À la fin des années 1990 elle explore le domaine de l’écriture en écrivant plusieurs articles centrés sur les paysages sonores et  l’écologie acoustique.
La compositrice canadienne est un membre important du World Soundscape Project (en). En effet elle fut l'une des premières collaboratrices du projet de recherche international fondé par le compositeur canadien R. Murray Schafer de l’Université Simon Fraser. Entre 2000 et 2012 elle est la rédactrice en chef de la revue soundscape.
Hildegard Westerkamp est l'une des premières à pratiquer le soundwalking (en) méthode qui consiste à faire une promenade ou une excursion afin d’écouter l'environnement, exposer les oreilles humaines à tous les sons et bruits qui les entourent dans différents types de lieux.

### L'écologie acoustique
L'écologie acoustique est une branche de la «sensory history», l'étude des paysages sonores. La notion de paysage sonore renvoie aussi bien à un environnement sonore naturel, composé de sons tels que des bruits d'animaux ou ceux du vent et de la pluie, qu'à des bruits créés par les humains à travers la création musicale, la conception sonore et des activités de la vie quotidienne comme une conversation, la réalisation d'un ouvrage ou l'utilisation d'engins mécaniques industriels.
Dans son œuvre Beneath the forest floor, Hildegard Westerkamp contextualise sa pratique artistique qui appartient au mouvement de l'écologie acoustique ; « Elle développe l'idée que la musique peut faire naître une conscience écologique du monde ». Grâce aux paysages sonores Hildegard Westerkamp veut transmettre l'expérience immersive d'un lieu en utilisant des techniques d'enregistrement et de studio.
Breathing Room (1990) est une commande pour CD électro clips, un projet conçu pour le festival musiques actuelles de 1990 à Montréal. Composition de trois minutes résume son style, l'œuvre a été composée grâce à l'utilisation d'un enregistrement du souffle d'Hildegard Westerkamp auquel sont superposées des sons retravaillés issus d'autres compositions. Elle produit un modèle du souffle afin de vivre une expérience à la fois physique et spirituelle, qui transforme l'auditeur comme la compositrice.

### Féminisme
Hildegard Westerkamp a une approche écoféministe du paysage sonore. Dans son œuvre His Master's Voice (1985), elle dénonce la monopolisation de la parole par les hommes dans l'espace public comme une « manifestation de l'expression oppressive d'une masculinité hégémonique ». Pour cela elle utilise dans sa composition des extraits de voix masculines enregistrées dans des situations où l'énonciation a un rôle autoritaire. Ainsi, elle met en valeur la manière dont l'omniprésence de ces voix produit une construction androcentrée de l'espace.
Sa pièce Moments of laughter (1988), influencée par les travaux de la psychanalyste Julia Kristeva, retrace l'émergence de la parole chez l'enfant et la manière dont cette émergence est liée à l'identification différenciée de "soi" et de "autres". Une interprète y performe en direct des interactions avec des enregistrements de la fille d'Hildegard Westerkamp, pris entre ses six mois et ses sept ans. Dans une analyse de la pièce, Andra McCartney fait le lien entre l'espace d'expression que celle-ci donne à une femme et un enfant et les réceptions négatives des spectateurs.
En 1990 elle compose École polytechnique, en hommage aux victimes de la Tuerie de l'École polytechnique de Montréal. « Cet hommage est l'essence de la pièce et ce qui donne à la pièce son sens: en tant que femme et compositrice je ne peux pas rester silencieuse à propos de cet évènement et l'impact qu'il a eu sur moi et sur d'autres. Je veux lui "répondre". Je veux aussi créer une place pour se le remémorer, sentir ce qui doit être ressenti, respirer, guérir, espérer, transformer les énergies et comprendre le travail qu'il nous reste à faire ».
Hildegard Westerkamp est membre de l'Association des Compositrices Canadiennes.

## Discographie
- 2020 : Lessons from listening[8] sur Home Sounds
- 2010 : Transformations[9]
- 2002 : Breaking News[10] sorti en 2022
- Musique inspirée et tirée du film Elephant (2003)
- S:on (2003)
- Into India[11] (Earsay, ES 02002, 2002)
- Radiant Dissonance, (2000)
- The Dreams of Gaia (1999)
- harangue II (Earsay, ES 98005, 1998)
- harangue I (Earsay, ES 98001, 1998)
- 1977-1997, 20 Jahre Osnabrücker Komponisten (1997)
- The Vancouver Soundscape (1996)
- Transformations (empreintes DIGITALes, IMED 9631, 1996) ressortira en 2010
- Transmissions From Broadcast Artists, Radius #4 (1995)
- Der Verlust der Stille (1995)
- Klang Wege (1995)
- Radio Rethink - art and sound transmission (1994)
- Électro clips (empreintes DIGITALes, IMED 9004 1990, IMED 9604, rereleased in 1996)
- The Aerial 2 (1990)
- Anthology of Canadian Music:Electroacoustic music (1990)
- Kits Beach Soundwalk (1989)

## Liste d'œuvres
- Attending to Sacred Matters (2002)
- A Walk Through The City (1981)
- Beneath The Forest Floor (1992)
- Breaking News (2002)
- Breathing Room (1990)
- Convergence Radio (1989)
- Cricket Voice (1987)
- École polytechnique (1990), cloches d'église, chœur mixte, clarinette basse, trompette, percussions et bande
- Fantasie for Horns II (1979), cor et bande
- Für Dich-For You (2005)
- Gently Penetrating (1997)
- Gently Penetrating beneath the sounding surfaces of another place
- Into the Labyrinth (2000)
- Kits Beach Soundwalk (1989), voix parlée et bande
- Talking Rain (1998)
- Türen der Wahrnehmungen (Doors of Perception) (1989)
- Whisper Study (1975-1979)

## Filmographie
Les sons et musiques de la compositrice canadienne Hildegard Westerkamp apparaissent dans douze films, dont neuf films canadiens et trois films des États-Unis d’Amérique.
On répertorie douze films qui sont: 
- 1982:  This Borrowed Land, National Film Board, director, Bonnie Kreps (Canada).
- 1982:  One Woman Waiting, film director, Josephine Massarella (Canada).
- 1985: Streetkids, National Film Board, director, Peg Campbell (Canada).
- 1985:  Still Sane, a film production by Women in Focus (Canada).
- 1985: Ranch, film directors/producers Steven Denure and Chris Lowry (Canada).
- 1995: Bones of the Forest, film directors/producers Heather Frise, Velcrow Ripper (Canada).
- 2000:  A Time of Love and War, film director, Sabrina Matthews (Canada).
- 2003: Elephant, film director, Gus van Sant (États-Unis).
- 2004: Last Days, film director, Gus van Sant (États-Unis).
- 2012: Beneath the Forest Floor, vidéo Mario Côté, (Montreal, QC).
- 2015: Waiting for Spring – Persephone and the Pomegranate, director Nicole Dextras (Canada).
- 2016:  Koneline – Our Land Beautiful, director Nettie Wild (Canada).

La compositrice Hildegard Westerkamp réalise de nombreuses musiques qui sont utilisées dans des films tels que: 
- Elephant, sorti en 2003 parle des différentes facettes de l’adolescence et va intégrer de multiples son électroacoustique dont ceux de la compositrice Hildegard Westerkamp. Des sons qui auront pour but de se fondre dans l’univers visuel du film et représenter «le non-dit» à travers des musiques qui accompagnent les adolescents dans leurs solitudes[12].
- Last Day, sorti en 2005 parle des derniers jours de vie du chanteur Kurt Cobain du groupe américain Nirvana avant son suicide. On retrouve dans ce film "Türen der Wahrnehmung (Doors of Perception)" qui est le titre d'un morceau réaliser par Hildegard Westerkamp qui dure vingt-et-une minute et onze secondes. Musique qui va plonger le spectateur dans une ambiance qui reconstruit la souffrance psychologique et le mal-être du chanteur[13].